# 2012-es WTA 125K versenysorozat
A 2012-es WTA 125K versenysorozat a WTA által szervezett nemzetközi tenisztorna az élvonalat követő profi női teniszezők számára. A 2012-es első évad két tornát foglalt magába, amelyek díjalapja 125 000 amerikai dollár volt.

## Szerezhető ranglistapontok
Rövidítések: Gy=győzelem; D=döntős; ED=elődöntős; ND=negyeddöntős; R16=16 között; R32=32 között; Q=kvalfikációt szerzett; Q2=kvalifikáció 2. fordulója; Q1=kvalifikáció 1. fordulója.
| Esemény       | Gy  | D   | ED | ND | R16 | R32 | Q |
| ------------- | --- | --- | -- | -- | --- | --- | - |
| Egyéni, páros | 160 | 117 | 85 | 44 | 22  | 1   | 6 |

## Versenynaptár
| Kezdet      | Torna                                                                            | Bajnok                                                 | Döntős                                | Elődöntősök                         | Negyeddöntősök                                            |
| ----------- | -------------------------------------------------------------------------------- | ------------------------------------------------------ | ------------------------------------- | ----------------------------------- | --------------------------------------------------------- |
| Október 29. | OEC Taipei Ladies Open Tajpej, Tajvan 125 000 $ – Szőnyeg (fedett) – 32S/16Q/16D | Kristina Mladenovic 6–4, 6–3                           | Csang Kaj-csen                        | Nara Kurumi Doi Miszaki             | Zarina Dias Date Kimiko Morita Ajumi Volha Havarcova      |
| Október 29. | OEC Taipei Ladies Open Tajpej, Tajvan 125 000 $ – Szőnyeg (fedett) – 32S/16Q/16D | Csan Hao-csing Kristina Mladenovic 5–7, 6–2, [10–8]    | Csang Kaj-csen Volha Havarcova        | Nara Kurumi Doi Miszaki             | Zarina Dias Date Kimiko Morita Ajumi Volha Havarcova      |
| November 5. | Royal Indian Open Púna, India 125 000 $ – Kemény – 32S/16Q/16D                   | Elina Szvitolina 6–2, 6–3                              | Date Kimiko                           | Andrea Petković Tamarine Tanasugarn | Nyina Bratcsikova Luksika Kumkhum Donna Vekić Doi Miszaki |
| November 5. | Royal Indian Open Púna, India 125 000 $ – Kemény – 32S/16Q/16D                   | Nyina Bratcsikova Okszana Kalasnikova 6–0, 4–6, [10–8] | Julia Glushko Noppawan Lertcheewakarn | Andrea Petković Tamarine Tanasugarn | Nyina Bratcsikova Luksika Kumkhum Donna Vekić Doi Miszaki |

## Statisztikák
A táblázatok tartalmazzák az egyéni és páros tornagyőzelmek számát versenyzőként és országonként.

### Győzelmek versenyzőnként
| Össz | Versenyző                 | Egyéni | Páros | Egyéni | Páros |
| ---- | ------------------------- | ------ | ----- | ------ | ----- |
| 2    | Kristina Mladenovic (FRA) | ●      | ●     | 1      | 1     |
| 1    | Elina Szvitolina (UKR)    | ●      |       | 1      | 0     |
| 1    | Nyina Bratcsikova (RUS)   |        | ●     | 0      | 1     |
| 1    | Csan Hao-csing (TPE)      |        | ●     | 0      | 1     |
| 1    | Okszana Kalasnikova (GEO) |        | ●     | 0      | 1     |

### Győzelmek országonként
| Össz | Ország        | Egyéni | Páros |
| ---- | ------------- | ------ | ----- |
| 2    | Franciaország | 1      | 1     |
| 1    | Ukrajna       | 1      | 0     |
| 1    | Tajvan        | 0      | 1     |
| 1    | Grúzia        | 0      | 1     |
| 1    | Oroszország   | 0      | 1     |